# Uniwersytet Keiō
Uniwersytet Keiō (jap. 慶應義塾大学 Keiō Gijuku Daigaku) – japoński uniwersytet w dzielnicy Minato w Tokio. Jest to najstarsza uczelnia w Japonii i jedna z najbardziej prestiżowych. Została założona w 1858 roku przez pedagoga i pisarza Yukichiego Fukuzawę jako uczelnia przeznaczona do prowadzenia studiów zachodnich (rangaku).
W październiku 2021 roku Times Higher Education (THE) ogłosił „The World Reputation Rankings 2021”. Uniwersytet Keiō został sklasyfikowany na 8. miejscu wśród japońskich uczelni oraz w czołowej grupie miejsc 151-175 na świecie. Zrównał się z Uniwersytetem Waseda jako najlepszy prywatny uniwersytet w Japonii.

## Historia
Uczelnia wywodzi swoje początki z Keiō Gijuku, instytucji zachodniej nauki, całkowicie odmiennej i nieznanej dla Japończyków w tamtym czasie. Jej założyciel, Yukichi Fukuzawa (1835–1901), walczył ze skamieniałym systemem feudalnej przeszłości swojego kraju i konsekwentnie dążył do poznania XIX-wiecznej cywilizacji Europy i Ameryki Północnej. Wierzył on, że Japonia, aby dogonić zachodnią technologię i organizację społeczną, musi „ustawicznie dążyć do postępu i oświecenia oraz zapewnienia edukacji akademickiej i moralnej potrzebnej do stworzenia pokolenia mądrych i zdolnych przywódców”.
W 1899 roku Keiō, jako pierwszy prywatny uniwersytet w Japonii, wysłał studentów za granicę: czterech do Niemiec, dwóch do Stanów Zjednoczonych.

## Wydziały
- Wydział Literatury
- Wydział Ekonomii
- Wydział Prawa
- Wydział Handlu
- Wydział Medyczny
- Wydział Nauk Ścisłych i Inżynierii
- Wydział Zarządzania Polityką
- Wydział Środowiska i Studiów nad Informacją
- Wydział Pielęgniarstwa i Opieki Medycznej
- Wydział Farmaceutyczny[2]

## Znani absolwenci
Absolwentami uczelni są m.in.: 
- Jun’ichirō Koizumi – były premier Japonii,
- Chiaki Mukai – japońska astronautka,
- Rofū Miki - poeta i eseista

## Galeria

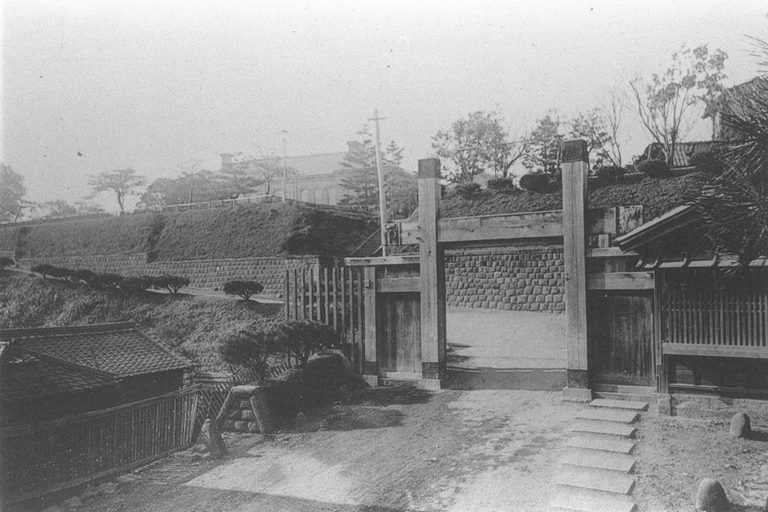
Główna brama do Keiō Gijuku
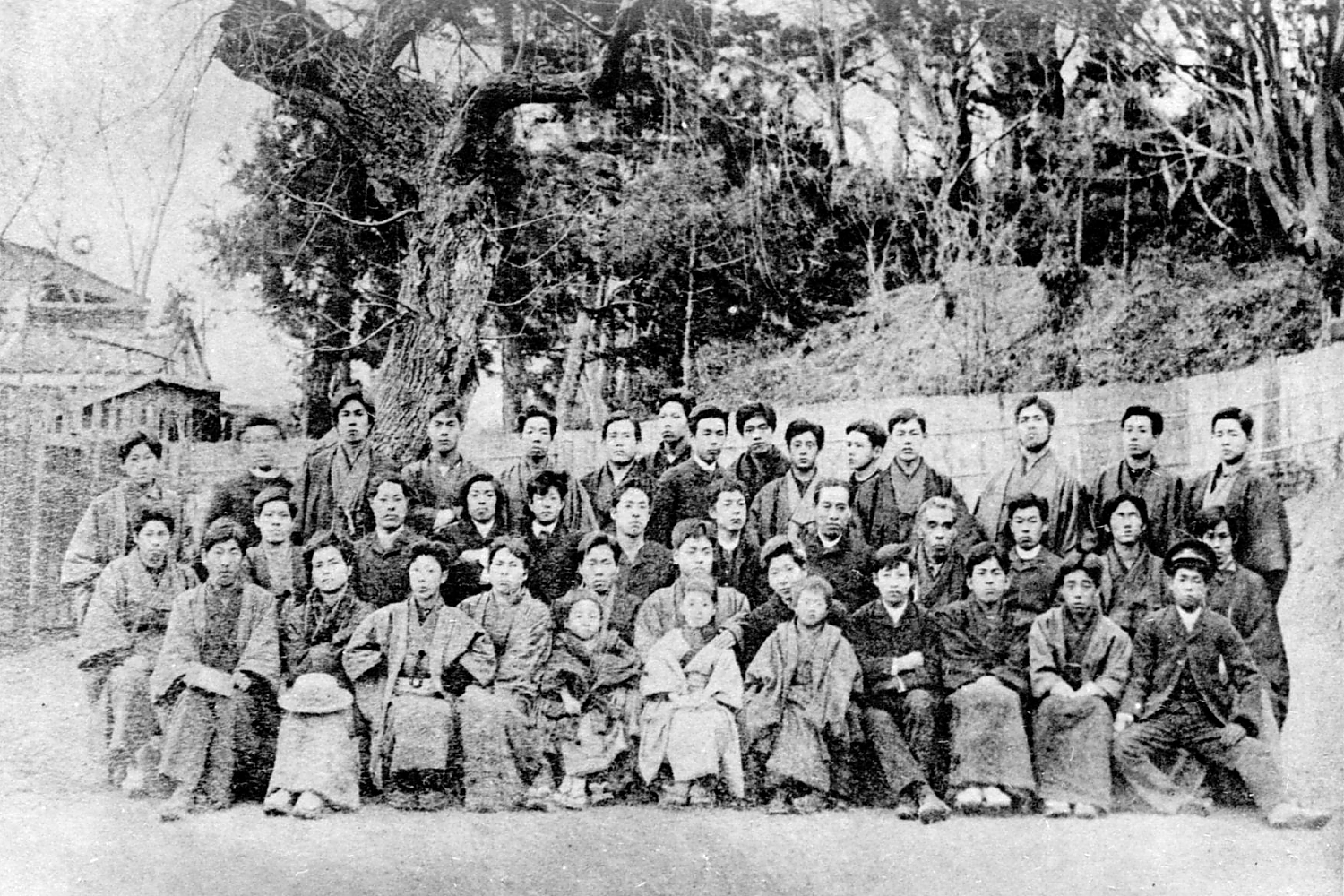
Yukichi Fukuzawa (w drugim rzędzie, piąty od prawej) i studenci Keiō Gijuku (1887)
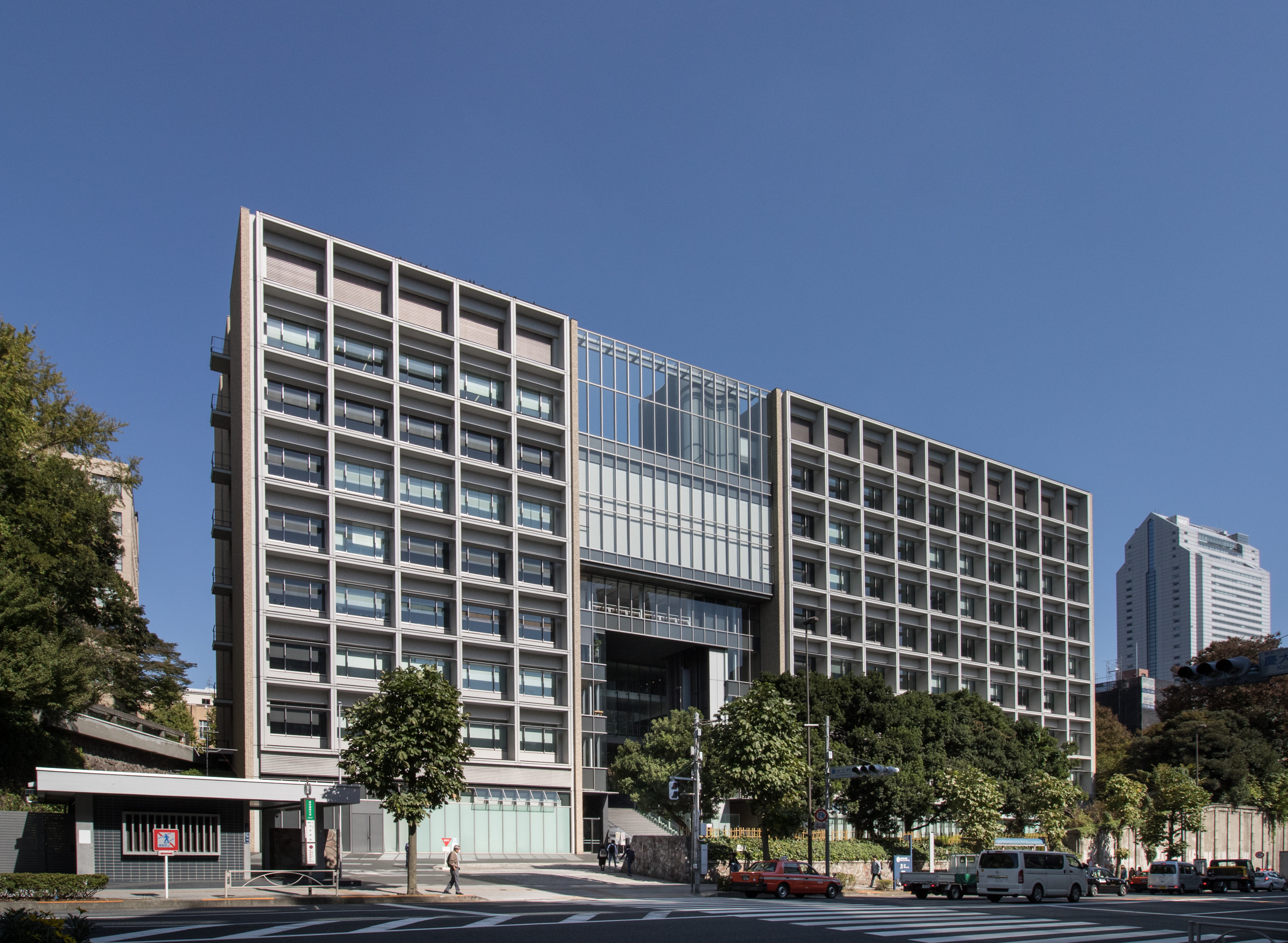
Główne wejście do kampusu Mita w dzielnicy Minato
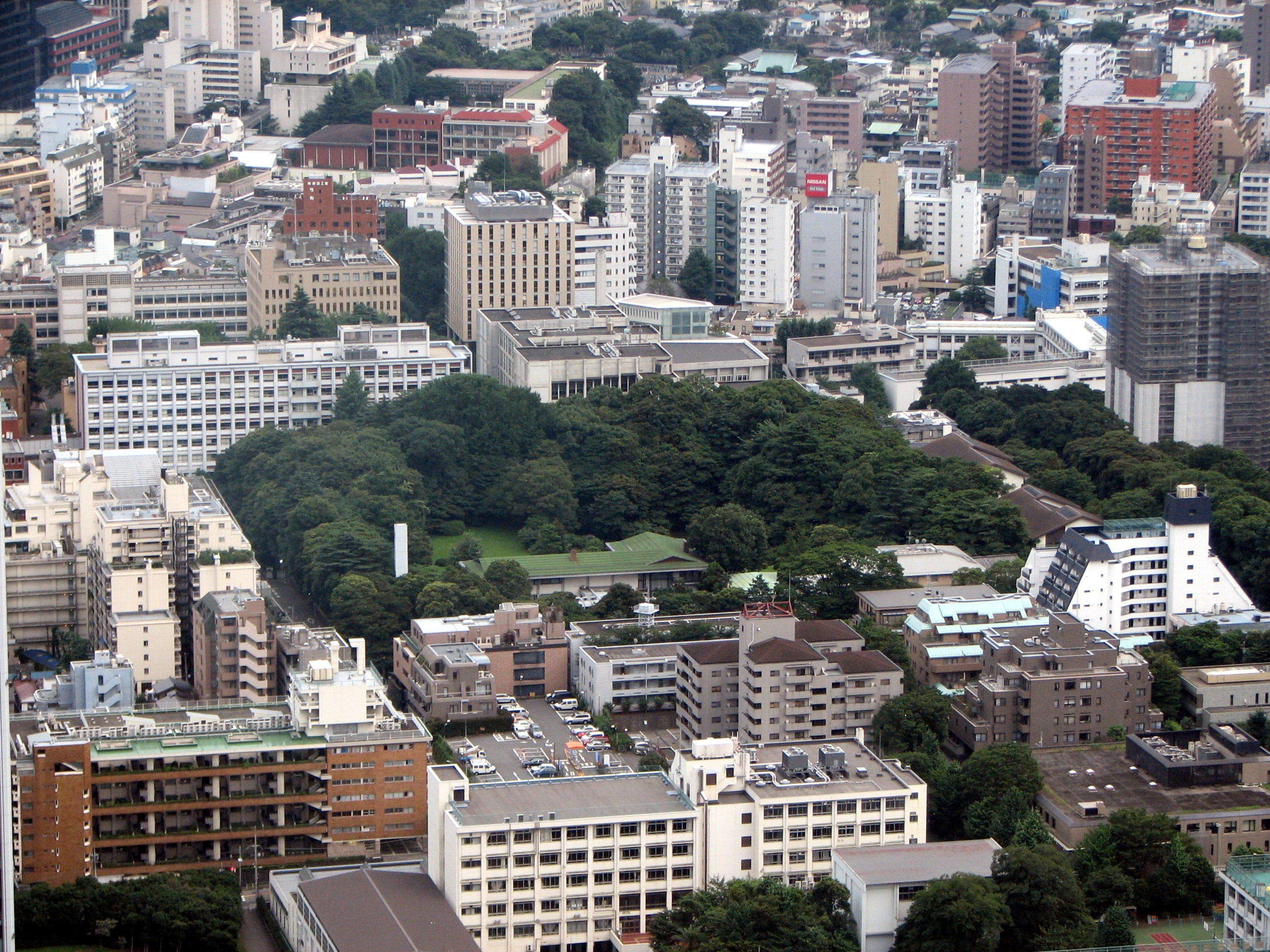
Widok uczelni z Wieży Tokijskiej
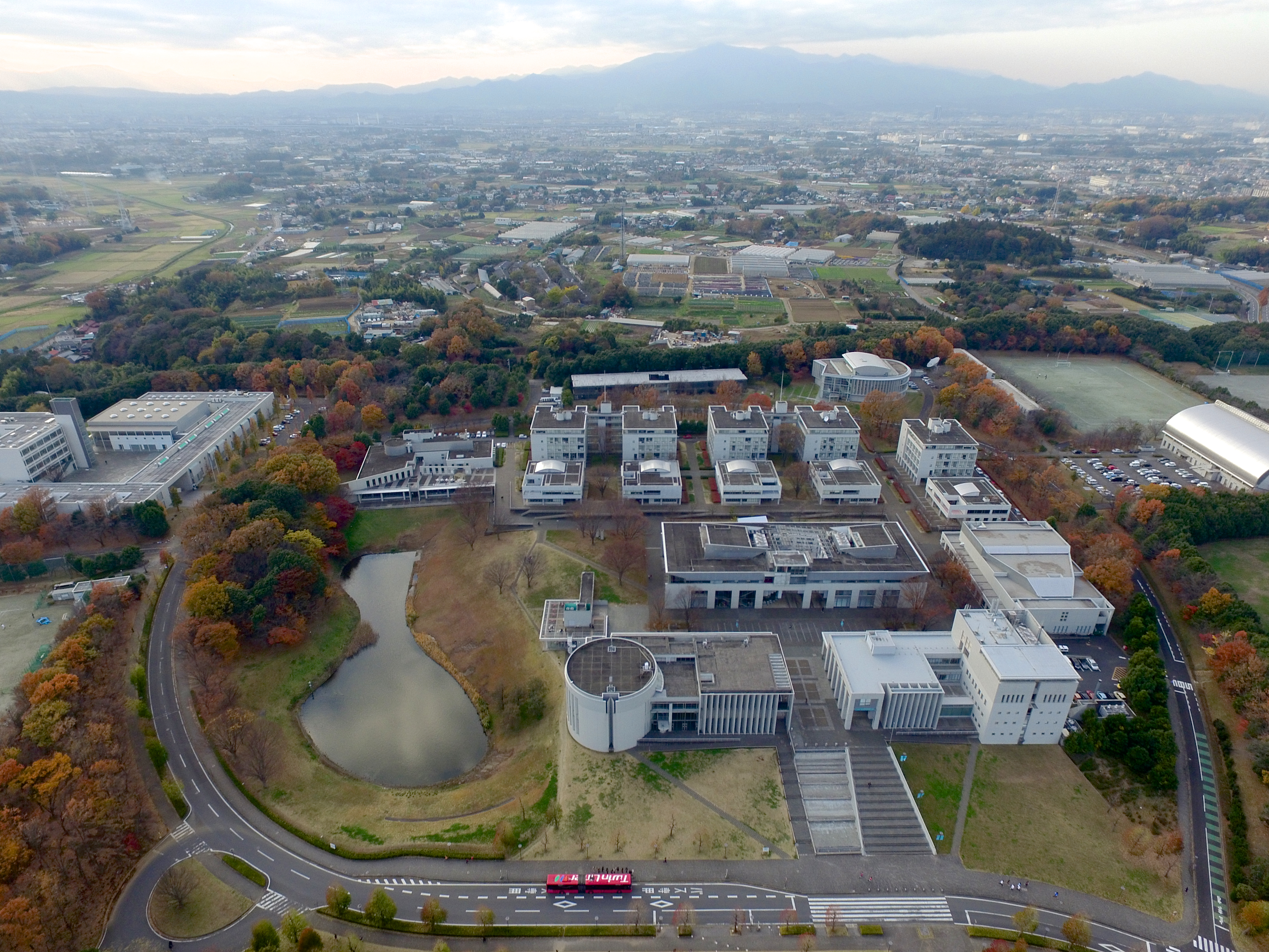
Kampus Shōnan Fujisawa w prefekturze Kanagawa